# 四君子
四君子（しくんし）とは、蘭、竹、菊、梅の4種を、草木の中の君子として称えた言葉。また、それらを全て使った図柄、模様。
本来、中国語で君子は徳と学識、礼儀を備えた人を指し、文人はみな君子になることを目指した。蘭、竹、菊、梅の4種の植物がもつ特長が、まさに君子の特性と似ていることから、文人画の代表的な素材にもなった。蘭はほのかな香りと気品を備え、竹は寒い冬にも葉を落とさず青々としている上、曲がらずまっすぐな性質を持っている。梅が早春の雪の中で最初に花を咲かせる強靱さ、菊が晩秋の寒さの中で鮮やかに咲く姿が好まれた。
それぞれの気品の高い美しさから、中国宋代より東洋画の画題としてよく用いられ、春は蘭、夏は竹、秋は菊、冬は梅と、四季を通じての題材となる。また、これら4つの草木を描くにあたって基本的な筆遣いを全て学べるため、書を学ぶ場合の永字八法と同じように、画法を学ぶ重要な素材となっている。
麻雀牌の花牌として4枚1組で用いられることもある。中国麻雀では常用されるが、日本の麻雀ではほとんど用いられず、日本で発売される麻雀牌のセットからも省略されている。中国の麻雀牌をモチーフにしたゲーム『上海』では花牌として用いられている。